# ラチブシュ公国

ラチブシュ公国
Księstwo raciborskie  (ポーランド語)
Herzogtum Ratibor  (ドイツ語)
Ratibořské knížectví  (チェコ語)

黄色の部分がラチブシュ公国（1172年 - 1177年）

ラチブシュ公国（ポーランド語: Księstwo raciborskie、ドイツ語: Herzogtum Ratibor、チェコ語: Ratibořské knížectví）は、中世ポーランドの分裂期に成立したシロンスク公国群の一つである。首都は高地シロンスクのラチブシュにおかれた。
1163年に神聖ローマ皇帝フリードリヒ1世の後ろ盾を受けたボレスワフ1世とミェシュコ1世兄弟が叔父のポーランド大公ボレスワフ4世から世襲領であるシロンスク公国を取り戻した後、1172年にラチブシュ公国はラチブシュ、コジュレ、チェシンを中心としてミェシュコ1世の領土として作られた。1177年、ミェシュコ1世の叔父のポーランド大公カジミェシュ2世からビトム、オシフィエンチム、ザトル、プシュチナ、シェヴィエシュの地を与えられ、ミェシュコ1世の小さな公国は初めての拡張を見せた。更に1202年、ミェシュコ1世は甥のヤロスワフの死後ヴロツワフ公国に併合されていたオポーレ公国を取り込み、オポーレ＝ラチブシュ公国を形成した。
1281年にミェシュコ1世の孫のオポーレ公ヴワディスワフ・オポルスキが死ぬと、息子達は再びオポーレ公国とラチブシュ公国に分割、1290年にラチブシュ公国が創設され、ヴワディスワフの末子プシェミスワフが公位に就いた。この時のラチブシュ公国にはヴォジスワフ、ジョルィ、リブニク、ミコウフ、プシュチナなどが含まれていたが、以前領土だった一部がチェシン公国とビトム公国の創設に使われた。
1327年に、プシェミスワフの息子レシェクは、ボヘミア王ヨハン・フォン・ルクセンブルクに対し臣従の礼をとり、ラチブシュ公国はボヘミア王冠領の封土となった。レシェクが1336年に後継ぎを残さずに死ぬと、ヨハンはプシェミスル家のオパヴァ公ミクラーシュ2世（オタカル2世の庶出の孫、レシェクの妹アンナと結婚）に与え、オパヴァ＝ラチブシュ公国を形成した。1521年にヤン2世ドブルィの下で再びオポーレ公国と統合するまで、ラチブシュ公国は幾度も領土変更が行われた。1532年のヤン2世の死後、オポーレ＝ラチブシュ公国は1526年以降のボヘミア王であるハプスブルク家の支配下に入った。
公国はホーエンツォレルン家のブランデンブルク＝アンスバッハ辺境伯ゲオルクに相続され、後に短期間ヴァーサ家の担保となり、最後は1742年にプロイセン王国に併合された。1840年、ラチブシュ公の称号はホーエンローエ＝シリングスフュルスト家の公家に与えられた。